# جوری که نگاه می‌کند
جوری که نگاه می‌کند (پرتغالی: Hoje Eu Quero Voltar Sozinho؛ ترجمه «نمی‌خواهم تنها برگردم») فیلمی در ژانر رمانتیک به کارگردانی دانیل ریبریو است که در سال ۲۰۱۴ منتشر شد که اولین بار در فوریه ۲۰۱۴ در شصت و چهارمین جشنواره بین‌المللی فیلم برلین پخش شد و در ۱۰ آوریل ۲۰۱۴ در سینماهای برزیل روی پرده رفت.
«جوری که نگاه می‌کند» دو جایزه از شصت و چهارمین جشنواره بین‌المللی فیلم برلین گرفت: فدراسیون بین‌المللی منتقدان فیلم برای بهترین فیلم پاناروما و جایزه تدی برای بهترین فیلم با موضوع دگرباشی جنسی.